# Поузівілл (Індіана)
Поузівілл (англ. Poseyville) — місто (англ. town) в США, в окрузі Поузі штату Індіана. Населення — 966 осіб (2020).

## Географія
Поузівілл розташований за координатами 38°10′12″ пн. ш. 87°47′0″ зх. д. / 38.17000° пн. ш. 87.78333° зх. д. (38.169935, -87.783315).  За даними Бюро перепису населення США в 2010 році місто мало площу 1,67 км², уся площа — суходіл.

## Демографія
Згідно з переписом 2010 року, у місті мешкало 1045 осіб у 454 домогосподарствах у складі 296 родин. Густота населення становила 625 осіб/км².  Було 494 помешкання (296/км²).
Расовий склад населення:
| - 98,9 % — білих - 0,3 % — корінних американців - 0,2 % — азіатів |

До двох чи більше рас належало 0,6 %. Частка іспаномовних становила 0,2 % від усіх жителів.
За віковим діапазоном населення розподілялося таким чином: 23,0 % — особи молодші 18 років, 58,4 % — особи у віці 18—64 років, 18,6 % — особи у віці 65 років та старші. Медіана віку мешканця становила 44,1 року. На 100 осіб жіночої статі у місті припадало 93,9 чоловіків;  на 100 жінок у віці від 18 років та старших — 92,6 чоловіків також старших 18 років.
Середній дохід на одне домашнє господарство  становив 58 058 доларів США (медіана — 45 750), а середній дохід на одну сім'ю — 70 981 долар (медіана — 66 750). Медіана доходів становила 46 750 доларів для чоловіків та 34 688 доларів для жінок. За межею бідності перебувало 13,8 % осіб, у тому числі 23,7 % дітей у віці до 18 років та 3,9 % осіб у віці 65 років та старших.
Цивільне працевлаштоване населення становило 543 особи. Основні галузі зайнятості: освіта, охорона здоров'я та соціальна допомога — 22,8 %, роздрібна торгівля — 16,2 %, виробництво — 14,4 %.